# قاریعلیق (نخجوان)
قاریعلیق (به لاتین: Qarğalıq) یک منطقهٔ مسکونی در جمهوری آذربایجان است که در جمهوری خودمختار نخجوان واقع شده‌است.